# 鳳山渓
鳳山渓（ほうざんけい、フォンシャン・シー）は、台湾北部を流れる川。新竹県内を、45kmにわたって流れている。流域の一部は桃園市に含まれる。
流域は、亜熱帯と通称される温暖湿潤気候に属し、年平均降雨量は1,608mmで、特に夏季の台風シーズンである7月から9月にかけては雨量が多いが、過去に記録された最大の月降水量は1997年6月の683mmであった。また、高山、丘陵、台地、平原と変化に富む流域には、高山族、平埔族を含む台湾原住民や、客家人、閩南人など、伝統的に様々な民族が定住して地域的文化を育んできた歴史がある。
下流部の平均勾配は1/1,000以下であるが、流域の大部分では平均して1/130程度となっており、全体では平均1/225となっている。

## 治水
日本統治時代から治水事業が取り組まれていたが、十分なものではなく、1970年代以降に本格的な堤防の建設などが進められた。しかし、1990年9月17日には、台風第19号（納莉颱風）によって古い堤防が切れ、大きな被害をもたらす水害が発生し、これに対応した新たな堤防の建設が取り組まれ、1992年に完成した。

## 主な支流

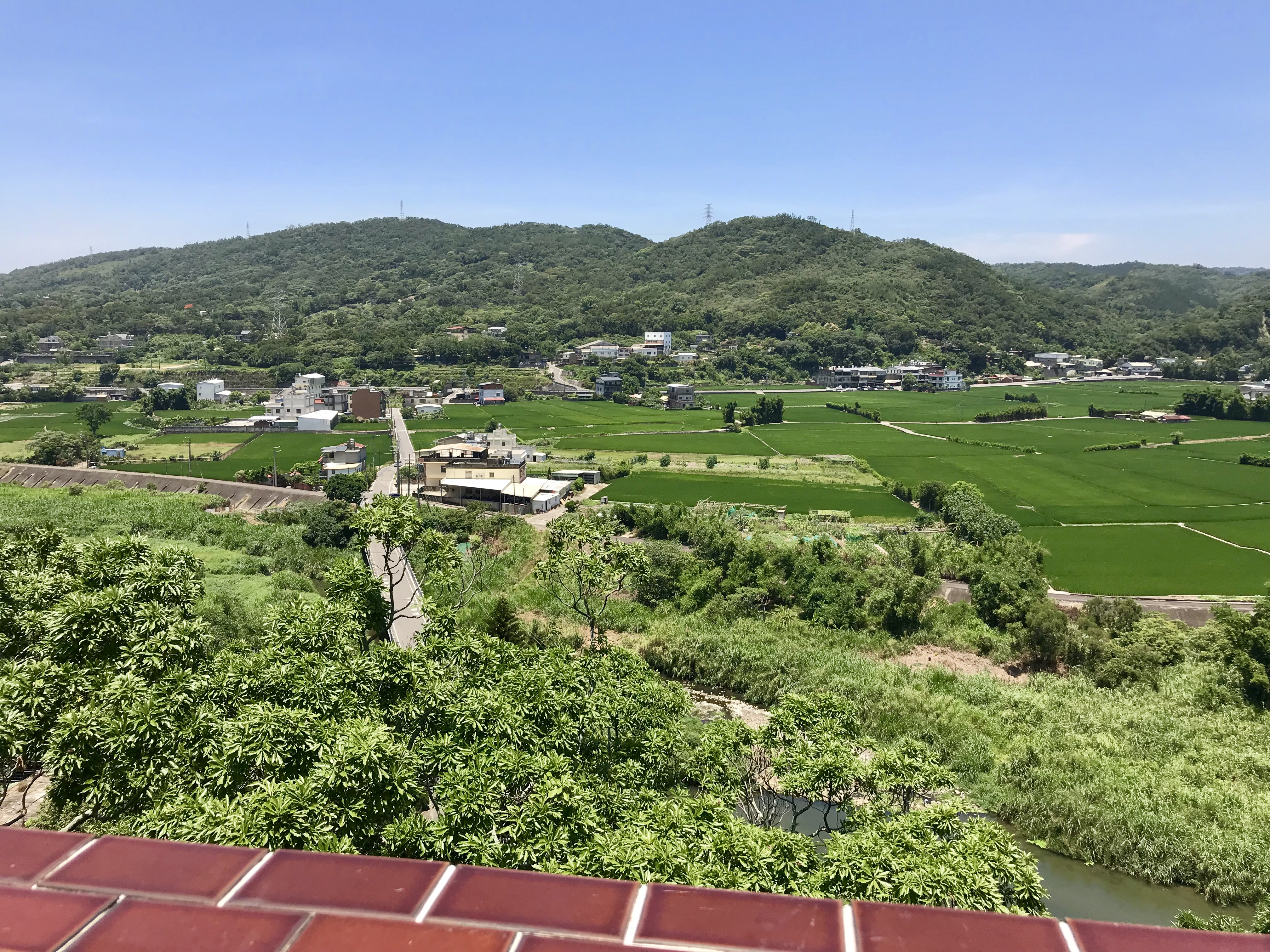
霄裡渓とその沖積地

### 霄裡渓
霄裡渓（しょうりけい、シャオリー・シー）は、鳳山渓の支流であり、新竹県と桃園市にまたがる店子湖台地に発し、およそ11kmを、平均勾配1/85で流れて新埔鎮付近で鳳山渓に注ぐ。流域面積は51.5 km2 (19.9 sq mi)である。
2000年代半ば以降、上流部に1999年に建設されていた液晶ディスプレイの製造工場からの排水が、下流の新埔鎮の飲料水や農業用水の水源を汚染しているという問題が表面化し、以降、紛争が続いている。鳳山渓流域は、魚類生態系の豊富さでも知られているが、2008年におこなわれた調査では、魚類への被害が深刻であることも明らかになった。